# Lady Morgan
Lady Sydney Morgan, pseudonimo di Sydney Owenson (Dublino, 25 dicembre 1781? – Londra, 14 aprile 1859), è stata una scrittrice irlandese.
Fu una delle figure letterarie più vivaci e discusse della sua generazione, spesso ricordata più per la sua personalità che per i suoi libri di successo. Nelle sue opere rivendicò l'emancipazione dell'Irlanda e della donna nella vita letteraria e politica, e per questo fu lodata e allo stesso tempo contestata. Osservatrice accorta della scena contemporanea ed esperta viaggiatrice, sperimentò diversi generi, dal romanzo alla poesia, all'opera teatrale, alla letteratura di viaggio, al saggio storico-artistico, all’autobiografia. Frutto di un viaggio compiuto fra il 1820-21 è Italy, reportage letterario, diario personale, manifesto ideologico e patriottico in difesa dell'indipendenza dell'Italia dal dominio austriaco.

## Biografia
Sydney Owenson era la figlia di Robert Owenson (risultato dell'anglicizzazione del cognome originale Mac Eóin), attore comico, e di Jane Hill, figlia di un commerciante di Shrewsbury. Robert, cattolico irlandese, trascorse parte della sua vita a Londra. Qui incontrò Jane Hill, inglese protestante, che sposò contro il volere del padre di lei. Nel 1776 la coppia si stabilisce a Dublino, dove Owenson si mantiene esibendosi nei teatri vicini a Drumcondrath e a Sligo.
Sydney Owenson nasce probabilmente nel 1776 e le viene assegnato il nome, lo stesso della nonna paterna, in ricordo di sir Henry Sidney, deputato d'Irlanda ai tempi di Elisabetta I, distintosi per la protezione offerta a molti esuli irlandesi. La data esatta della sua nascita rimane ancora oggi sconosciuta. Per un certo periodo dichiarerà di essere nata il 25 dicembre 1785; nel suo certificato di morte, privo del riferimento ad una precisa età, viene riportato che aveva "all'incirca 80 anni".
Sidney trascorre i primi anni della sua infanzia nella casa dei genitori a Dublino, con la madre Jane e la sorella Olivia. Viene educata dalla madre e riceve lezioni private da Thomas Dermoby, un poeta irlandese salvato dalla povertà dal padre. Quest'ultimo le trasmette la passione per la letteratura, il folclore e la musica popolare irlandese. La madre muore nel 1789, quando la giovane ha circa 10 anni. Con la sorella viene iscritta ad una scuola privata, l'accademia di confessione ugonotta di Madame Terson a Clontarf, dove apprende il francese che utilizzerà nelle sue opere, e prosegue gli studi in una scuola di perfezionamento ad Earl Street, a Dublino. Dopo aver concluso tali studi, inusuali per le giovani ragazze del tempo, Sidney si trasferisce a Sligo dal padre.
Nel 1798 la famiglia Owenson conosce alcune difficoltà finanziarie e Sidney è costretta a lasciare la casa in cerca di un impiego. Viene assunta come governante dalla famiglia Featherstone di Bracklyn Castle, nella contea di Westmeath, e successivamente lavora presso la famiglia Crawford di Fort William, nella contea di Tipperary.
Inizia la sua carriera con un volume di poesie nel 1801. Il suo primo romanzo St. Clair (1804), scritto in forma epistolare e ambientato a Sligo, è un breve idillio di passione romantica e rivela l'influenza del Werther di Johann Wolfgang von Goethe e della Nouvelle Héloïse di Jean-Jacques Rousseau, con il quale l'autrice condivide l'idea della natura come fonte di tutto il bene.

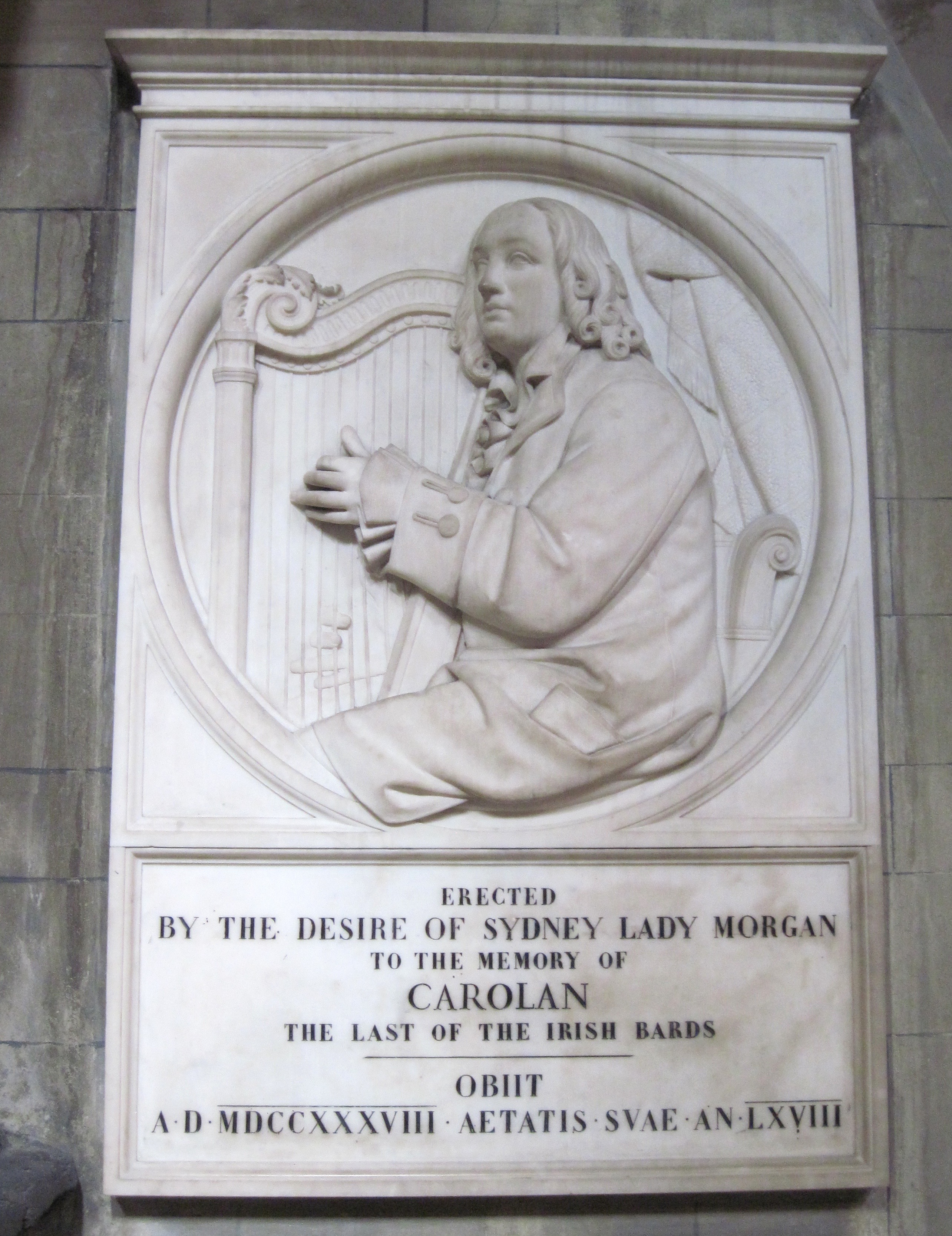
Tributo di Lady Margan al compositore e arpista irlandese Turlough O'Carolan (1670-1738)

Nel 1805 pubblica Twelve original Hibernian melodies, una raccolta di melodie irlandesi, di cui compone i testi, inaugurando una tendenza seguita anche da Thomas Moore. Il suo più famoso romanzo, The Wild Irish Girl (1806), avrà per protagonista una giovane donna, suonatrice di arpa, strumento elevato a simbolo dell'identità nazionale. Il romanzo diverrà il prototipo di un nuovo genere di narrativa irlandese: la "favola nazionale". Anche una raccolta di versi del 1807 The lay of an Irish harp sarà dedicata a questo strumento musicale.
Il successivo romanzo, The Novice of St. Dominick (1806), che ha per protagonista l'eroina Imogen, è una sorta di romanzo storico ambientato nella Francia del XVI secolo.

### Maturità
Il libro che la rende famosa e nello stesso tempo oggetto di controversie è The Wild Irish Girl (1806), un romanzo epistolare con il quale l'autrice introduce il tema della rivendicazione nazionale attraverso il punto di vista di un personaggio femminile. La protagonista Glorvina dà vita e visibilità alla storia e alla cultura irlandese, esalta la bellezza dei paesaggi, la ricchezza del patrimonio naturale e delle tradizioni antiche. L'opera, pubblicata dall'editore Richard Phillips, le assicura successo e fama nella società letteraria dublinese. La scrittrice diviene nota nelle cerchie cattoliche e liberali con il nome della sua eroina Glorvina.
Nel 1807 pubblica la sua prima e unica opera teatrale comica, The First Attempt, or, The Whim of a Moment, rappresentata dal padre nel ruolo di un faceto servitore irlandese. Seguiranno un volume di poesie, The Lay of an Irish Har, e Patriotic Sketches and Metrical Fragments, che include alcune pungenti critiche sociali.
Nel 1809, ispirata dal romanzo Corinna o l'Italia di Madame de Staël, volge la sua attenzione ai temi dei diritti e della libertà delle donne, e scrive il suo trattato/romanzo Woman, or, Ida of Athens.
Gli fa seguito The Missionary, An Indian Tale (1811), dedicato a Lady Abercorn e ambientato in India. Nel romanzo, ammirato da Percy Bysshe Shelley che ne avrebbe preso spunto per alcune delle sue produzioni orientaliste, descrive un amore transnazionale tra un uomo europeo, un missionario francescano, e una donna indiana, sacerdotessa indù. Il conflitto religioso tra cristianesimo e induismo viene superato dall'amore di questa donna che muore per salvare il suo amante dall'Inquisizione dei Domenicani.
Nel 1812, su suggerimento di Lady Abercon, moglie di John Hamilton, primo marchese di Abercorn, presso cui lavora come dama di compagnia, sposa il filosofo e chirurgo della casa, Thomas Charles Morgan (1780-1843). In seguito alle nozze, avendo il marito ottenuto la nomina di "cavaliere" per i servizi resi al marchese, consegue il titolo di "Lady", che userà d'ora in poi in aggiunta al cognome del marito. La coppia si trasferisce a Kildare Street a Dublino, dove risiederà fino al 1837. La dimora dei Morgan diventa un salotto letterario e politico, grazie ai legami che gli Abercorn e gli stessi Morgan instaureranno con i membri della classe politica inglese.
Nel 1814 Lady Morgan scrive quello che è considerato il suo miglior romanzo, O'Donnell, a National Tale, pubblicato dall'editore Herny Colburn. Lo stesso editore le commissiona due travelogues, dedicati alla Francia (France, 1817, 1830) e all’Italia (Italy, 1821). Il suo elaborato studio (1817) della Francia durante la restaurazione francese sotto i Borboni viene attaccato da John Wilson Croker nel Quarterly Review, che accusa la scrittrice di giacobinismo, falsità, licenziosità e blasfemia. A questo attacco risponderà indirettamente con il romanzo Florence Macarthy (1818), tradotto in francese da Jacques-Théodore Parisot, che contiene riferimenti pungenti al critico del Quarterly.

### Italy

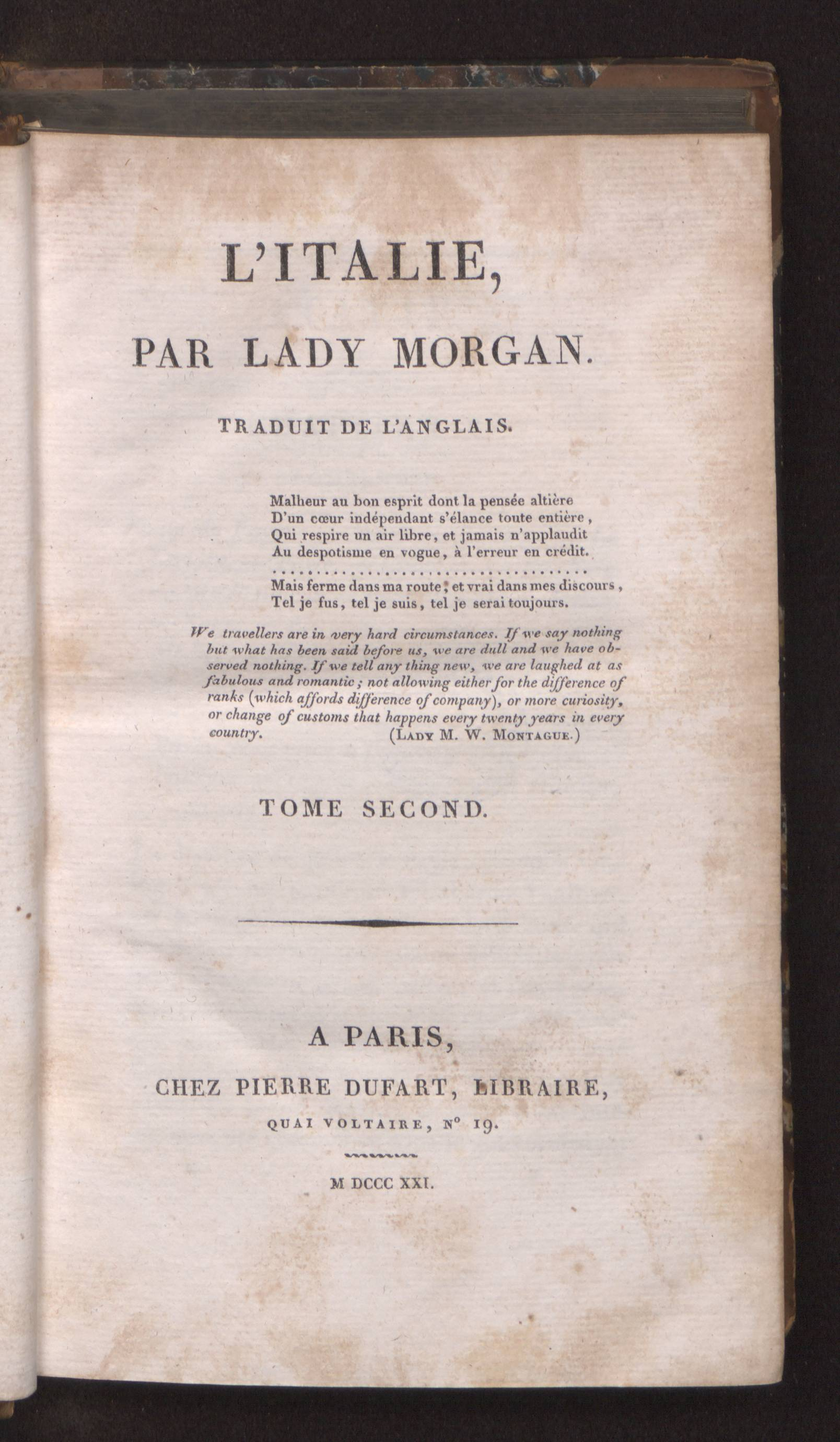
Italie, t. 2, 1821

Dei due studi italiani pubblicati come parte della sua opera France, Italy (1821) e The Life and Times of Salvator Rosa (1824), una biografia romanzata, il primo è quello destinato ad acquisire maggiore notorietà. Suddiviso in due tomi per un totale di circa 850 pagine, presenta un quadro piuttosto critico, a volte impietoso, della situazione politica, sociale ed economica della penisola, indicando fra le cause dell'arretratezza italiana l'oppressione esercitata dalla Chiesa e dalle potenze autocratiche straniere. Le osservazioni riportate sono frutto del viaggio compiuto in Italia da Lady Morgan e il marito fra il 1819 e il 1820. Quest'ultimo partecipa alla stesura dell'opera, contribuendo alla scrittura di alcune appendici e capitoli.
Il libro presenta una miscela di generi: è nello stesso tempo un reportage letterario, un diario personale, un manifesto ideologico e patriottico in difesa dell'indipendenza dell'Italia dal dominio austriaco, avvertita affine alla situazione dell'Irlanda del tempo, un resoconto frivolo, arricchito da indiscrezioni e opinioni mordaci sulle personalità dell'epoca incontrate durante i viaggi nella Penisola. La vicinanza di Lady Morgan con gli ambienti liberali italiani è testimoniata dalle citazioni che la riguardano presenti nel Carteggio del conte Federico Confalonieri pubblicato nei primi del Novecento a cura di Giuseppe Gallavresi, e nelle Memorie del patriota piemontese Santorre di Santa Rosa.
L’intento di Italy è quello di illustrare non più il glorioso passato italiano, ma la sua contemporaneità; non si limita a descrivere, ma dà giudizi critici, nella prospettiva di indicare le vie per un futuro cambiamento, pensato all'insegna della lotta per l'unità e per l'indipendenza nazionale. In vari capitoli del libro Lady Morgan analizza la condizione delle donne italiane, mettendo in relazione il loro stato di arretratezza culturale con la condizione di mancanza di libertà, oppressione e marginalità patita dall'Italia sotto il dominio asburgico. Tale punto di vista verrà in seguito confutato dall'aristocratica ferrarese Ginevra Canonici Fachini, che in un saggio di risposta alla scrittrice irlandese comparso all'interno del suo Prospetto biografico delle donne italiane, pubblicato Venezia nel 1823, assumerà ad oltranza la difesa delle donne, della moralità e della cultura italiane.
Lord Byron sosterrà la veridicità delle immagini di vita riportate dall'autrice nell'opera. Le descrizioni del paese redatte da Lady Morgan sono il frutto di studi storici che serviranno da base anche per il suo lavoro su Salvator Rosa, The Life and Times of Salvator Rosa (1824). Italy fu tradotta anche in lingua francese, ma in Italia e negli altri territori dell'Impero austriaco il libro venne giudicato un testo apertamente antimonarchico e anticuriale, e dunque non venne mai tradotto.

### Ritorno ai temi irlandesi

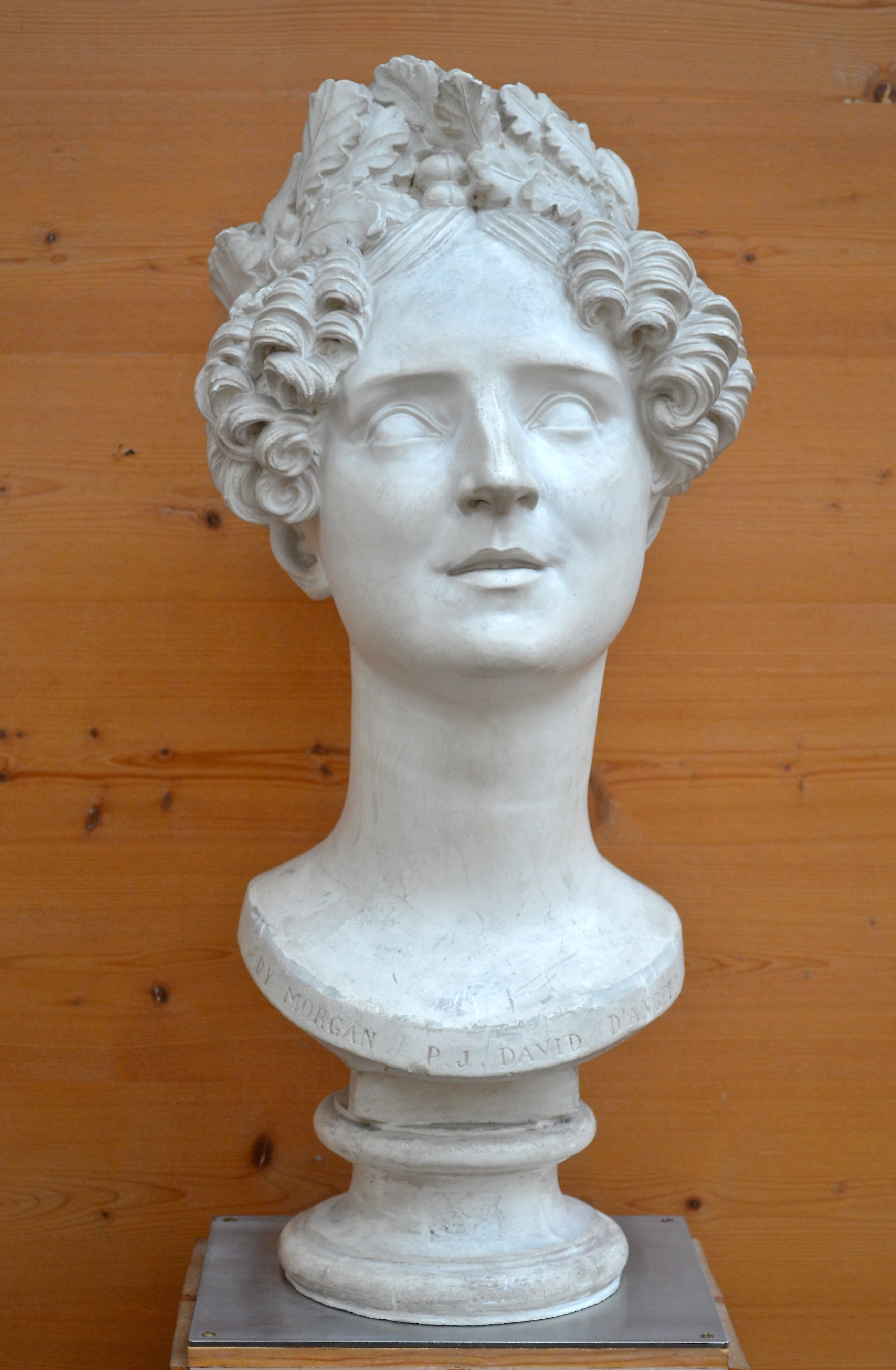
Busto di Lady Morgan dell'artista David d'Angers (1830)

In seguito l'autrice torna nuovamente a dedicarsi a tematiche legate alle tradizioni irlandesi e alla difesa dei diritti delle donne, come testimoniano il libro Absenteeism (1825), il romanzo The O'Briens and the O'Flahertys (1826), che rivela l'influenza di sir Walter Scott e dei romanzi gotici di Ann Radcliffe, e l'opera incompiuta Woman and her Master (1840). Durante gli ultimi anni della sua vita pubblica The Book of the Boudoir (1829), Dramatic Scenes from Real Life (1833), The Princess (1835), The Book without a Name (1841) e Passages from my Autobiography (1859).
Woman and her Master del 1840 è il suo ultimo progetto letterario, uno studio storico dedicato ai diritti delle donne, il tema che l'aveva impegnata nel suo precedente trattato/romanzo Woman, or, Ida of Athens. Dei quattro volumi annunciati, a causa di sopraggiunti problemi alla vista, ne verranno pubblicati solo due.
Lady Morgan muore a circa 82 anni, il 14 aprile 1859. Verrà sepolta nel cimitero di Brompton Cemetery, a Londra.
Prima della sua morte Lady Morgan scrisse le sue Memorie, facendosi aiutare dall'amica Geraldine Jewsbury. Le due donne si erano incontrate per la prima volta nel 1853, quando Jewsbury era appena arrivata a Londra. Le Memorie vennero pubblicate postume da Geraldine Jewsbury e il curatore William Hepworth Dixon nel 1862.

## Riconoscimenti
Al Victoria and Albert Museum, museo di Londra, si trova un busto di Lady Morgan eseguito da David d'Angers. Un altro busto della scrittrice fa mostra di sé alla Galerie David d'Angers, ad Angers (Francia).
Nel 1989 è stata posta una targa commemorativa sulla casa di Kildare Street, a Dublino, dove Lady Morgan abitò per 25 anni dal 1812 al 1837.